# 善哉

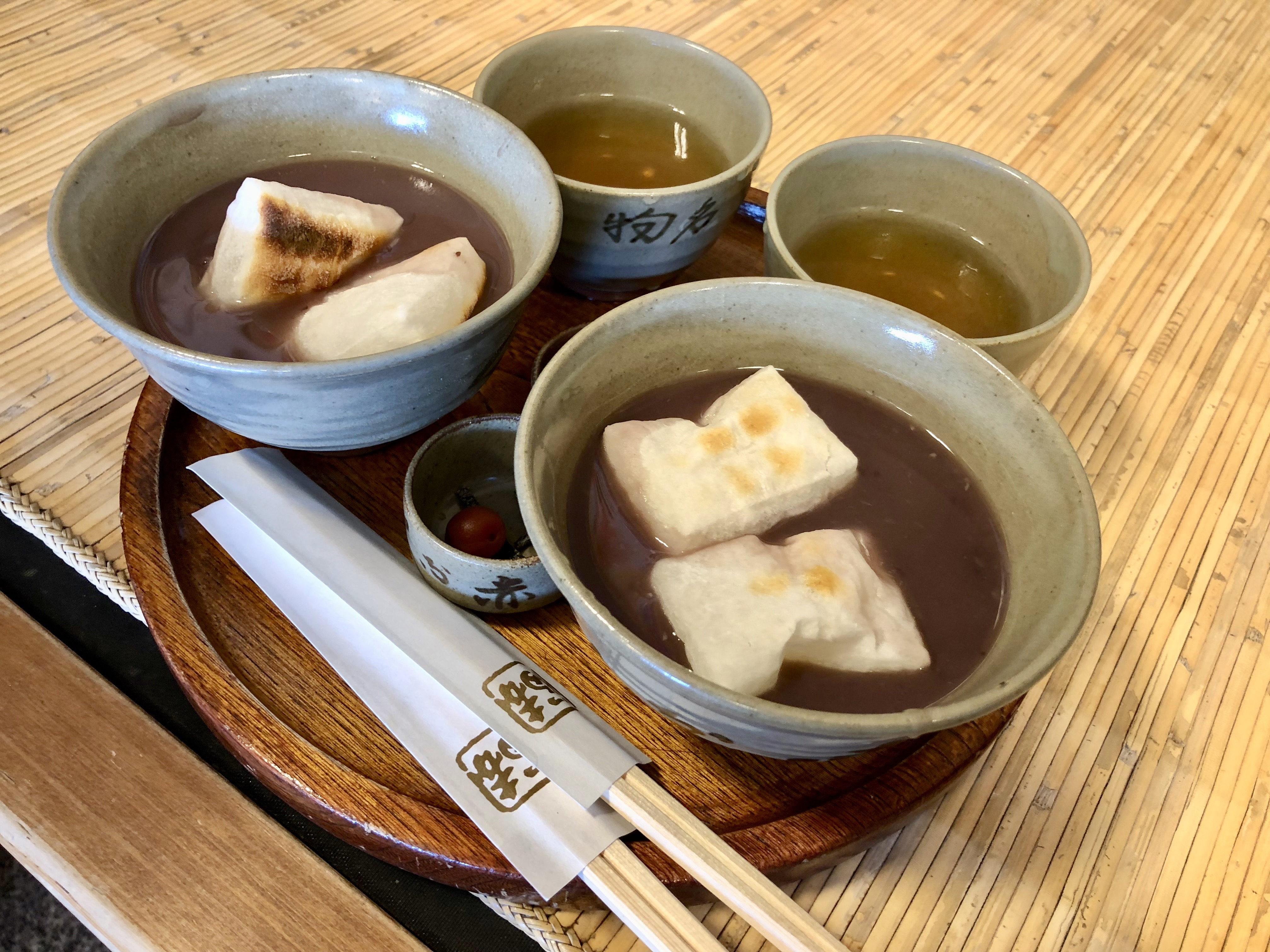
有湯的善哉（含麻糬）

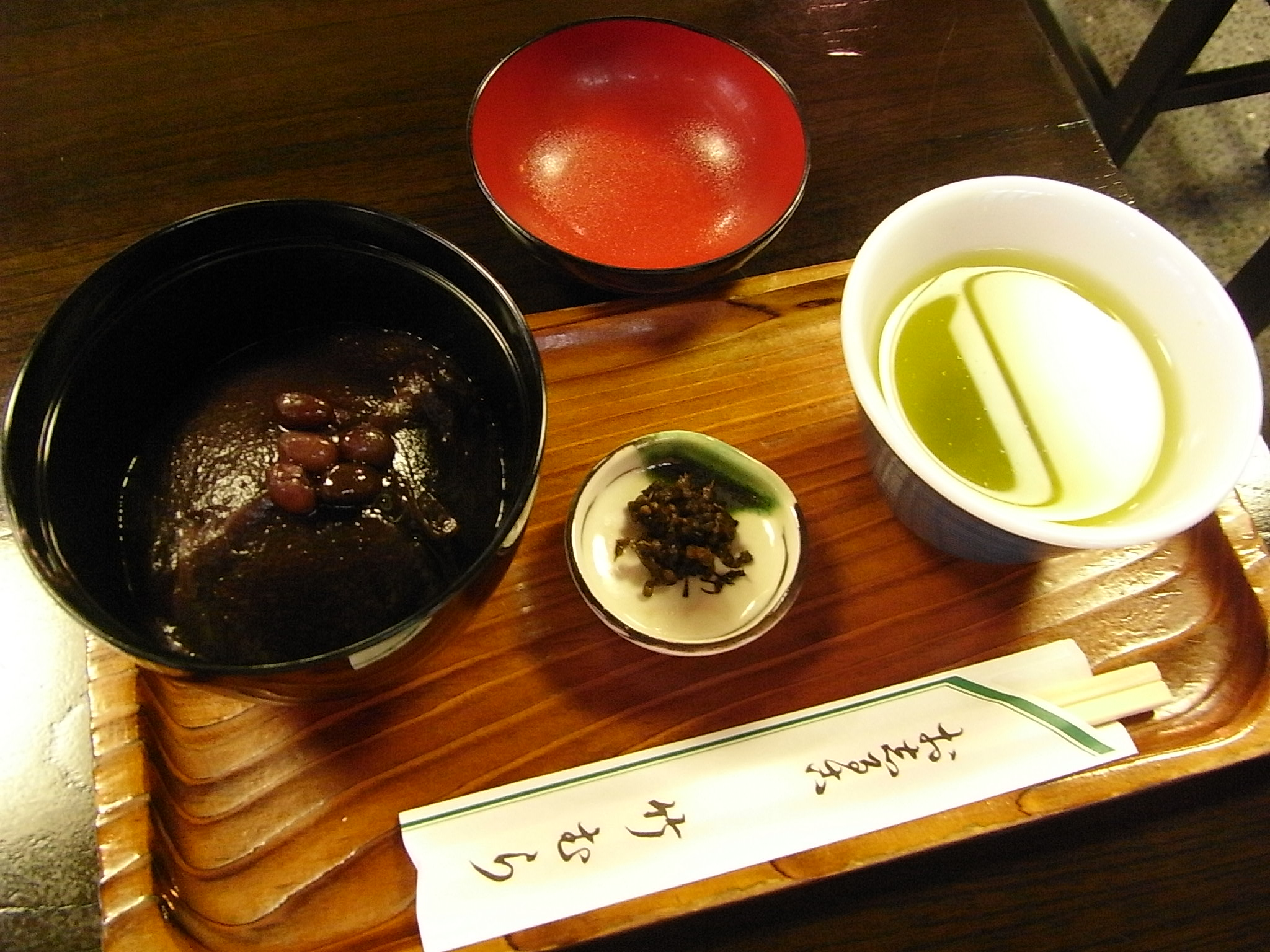
沒有湯的善哉（關東地區）

善哉（日语： Zenzai）是一種日本傳統食品，主要原料爲豆（主要是紅豆）與砂糖。将红豆煮熟并压碎，與麻糬、白玉糰子、栗子甘露煮等一起食用。一般會保留少許紅豆粒在其中，但也有例外。

## 定義
關東地方稱沒有湯的紅豆泥爲善哉。但在關西地方，善哉一般指用含有豆粒的紅豆沙製成的熱湯，完全搗碎的豆泥製成的湯則稱爲「汁粉」。
。一說這是由其從西日本傳播到東日本時的訛傳導致。。關西多稱無湯的紅豆沙爲「龜山」或「小倉」。
|      |          | 關東（方形麻糬）           | 關西（圓形麻糬）   |
| ---- | -------- | -------------------------- | ------------------ |
| 有湯 | 含紅豆粒 | 汁粉（田舍汁粉或小倉汁粉） | 善哉               |
| 有湯 | 無紅豆粒 | 汁粉（御膳汁粉）           | 汁粉               |
| 無湯 | 無湯     | 善哉                       | 龜山、金時、小倉等 |

## 語源
關於其語源，主要有兩種說灋：
其一爲來自佛教用語「善哉」。傳說由一休宗純首次食用後，因其美味而大呼「善哉」，故得名。「善哉」是佛在褒奖弟子时的用语，來自梵語sadhu。
其二爲來自出雲地方的祭禮「神在祭」中供奉的「神在餅」。「神在」的讀音「じんざい」（Jinzai）後訛變爲「ぜんざい」（Zenzai）。在島根縣松江市鹿島町的佐太神社 （页面存档备份，存于）有這樣的記載：
11月25日要舉行送神的「神等去出」儀式。這日被稱爲「神等去出之日」，要再次製作小豆與麻糬煮製的雜煮，供奉到神前。這叫作「神在餅」，至今宮司也會在自家製作，供奉給敷地內的祖靈社、稻荷社、邸內的歲神。從前在當地居民中有一傳統，在這天早晨搗麻糬。前來參拜時就攜帶一摞，用其製作帶紅豆的雜煮，供奉在家中的神棚後品嚐。據說這種名爲「神在餅」的風俗演變成了現在的「善哉」。 
 — 『ぜんざい発祥の地』佐太神社
在松江藩的地誌《雲陽誌》中佐陀大社一項也曾提到，「在此祭日，平民將白年糕用紅豆沙煮製，稱作神在餅。起源於出雲國。世間訛作善哉餅」（日语：此祭日俚民白餅を小豆にて煮家ことに食これを神在餅といふ出雲の国にはしまる世間せんさい餅といふはあやまりなり）。供奉於神的年糕本身最初稱作「善哉」，後來這一稱謂擴展到食用這些年糕的做法上。如今出雲地方的人們在新年時食用的雜煮也使用紅豆湯。

## 傳統活動
作爲日本新年的傳統活動，在寺廟或家中開鏡餅後，會用被打碎的鏡餅製作善哉。

## 沖繩的善哉

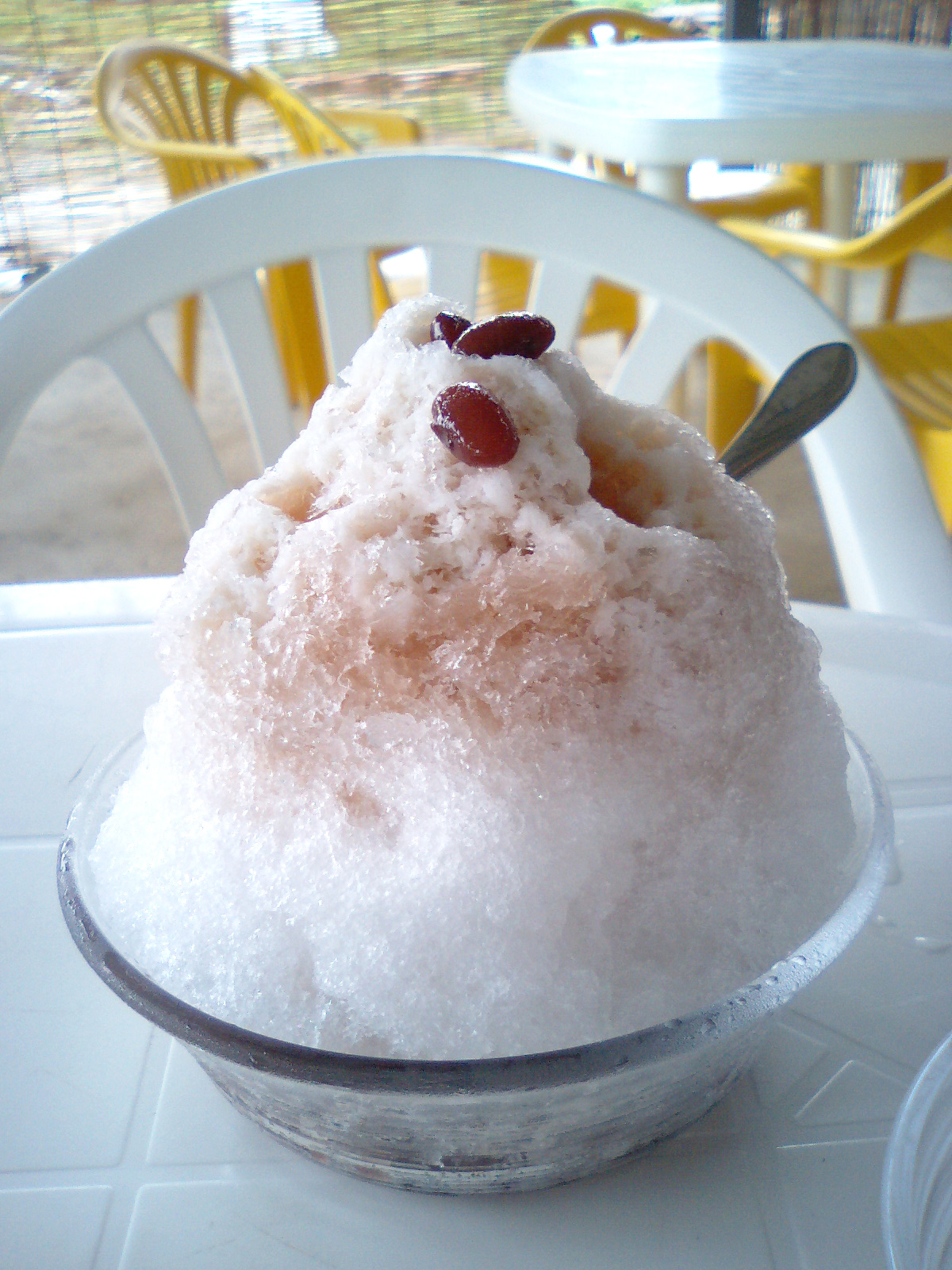
沖繩善哉（沖繩縣西表島）

在現在的沖繩，叫作「善哉」的食品是一種用砂糖或黑糖漬的菜豆，加入刨冰所製成的甜品，也可加入白玉糰子。最初是一種用綠豆和大麥熬製的八寶粥，戰後則主要以菜豆製作。隨着冰箱的普及又加入刨冰。也可像日本本土一樣熱食，但比較少見，基本只有冬季可以見到。
在宮古島上，還有一種使用黑眼豆製作的料理，又稱爲「宮古善哉」。

## 鯛魚善哉
在高知縣南国市，有一種將鯛魚水煮後提取湯汁，把整條鯛魚浸入湯汁中的料理，稱作「鯛魚善哉」，在宴席上分食。

## 變種
- 抹茶善哉：在抹茶中加入紅豆沙、年糕等。